# Tipula disspina
Tipula disspina är en tvåvingeart som beskrevs av Gelhaus 2005. Tipula disspina ingår i släktet Tipula och familjen storharkrankar. Inga underarter finns listade i Catalogue of Life.